# Stormwarrior
A Stormwarrior német power metal együttes. 1998-ban alakult Hamburgban, fő zenei hatásukként a honfitárs Helloween illetve Running Wild zenekarokat nevezték meg.

## Tagok
- Lars Ramcke – gitár, ének (1998–2005, 2006-től)
- Falko Reshöft – dobok, ének (2002–2009, 2019-től)
- Yenz Leonhardt – basszusgitár, ének (2007–2017, 2019-től)
- Björn Daigger – gitár (2015-től)

### Korábbi tagok
- Hell Saviour – basszusgitár (1998–2001)
- Evil Steel – dobok (1998–2002)
- Scythewielder – gitár (1998–2002)
- Hammerlord – basszusgitár (2001–2002)
- Black Sworde – (2002–2007)
- Lightning Blade – gitár (2003–2006)
- Alex Guth – gitár (2005–2014)
- Hendrik Thiesbrummel – dobok, ének (2009–2013)
- Jörg Uken – dobok (2013–2018)
- Connie Andreszka – basszusgitár (2017–2018)

## Diszkográfia
- Stormwarrior (2002)
- Northern Rage (2004)
- At Foreign Shores (koncertalbum, 2006)
- Heading Northe (2008)
- Heathen Warrior (2011)
- Thunder & Steele (2014)
- Norsemen (2019)